# Don DeFore

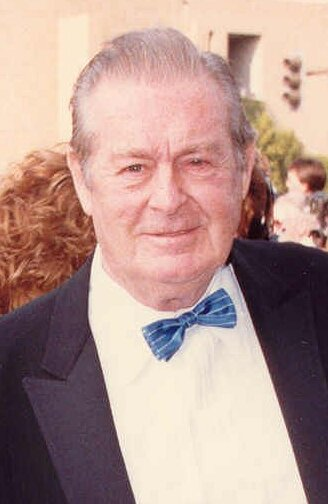
À la 39e Cérémonie des Emmy Award (1987)

Don DeFore est un acteur américain né le 25 août 1913 à Cedar Rapids, Iowa (États-Unis), mort le 22 décembre 1993 à Los Angeles (Californie).

## Filmographie
- 1937 : Le Dernier Round (Kid Galahad) de Michael Curtiz : Ringsider
- 1937 : Sous-marin D-1 (Submarine D-1) : Marin
- 1938 : Freshman Year (en) : Upper classman
- 1938 : Brother Rat : Baseball Catcher
- 1941 : We Go Fast : Herman Huff
- 1942 : Right to the Heart : Tommy Sands
- 1942 : Si Adam avait su... (The Male Animal) d'Elliott Nugent : Wally Myers
- 1942 : Wings for the Eagle : Gil Borden
- 1942 : Men of the Sky : Cadet Dick Mathews
- 1942 : You Can't Escape Forever : Davis - Reporter
- 1943 : City Without Men : Mr. Peters
- 1943 : Et la vie continue (The Human Comedy) : Texas, Second Soldier
- 1943 : Un nommé Joe (A Guy Named Joe) : James J. Rourke
- 1944 : Return from Nowhere : Allan
- 1944 : Trente Secondes sur Tokyo (Thirty Seconds Over Tokyo) de Mervyn LeRoy : Lt. Charles McClure
- 1945 : Les Caprices de Suzanne (The Affairs of Susan) : Mike Ward
- 1945 : Le Prix du bonheur  (You Came Along) de John Farrow : Capitaine W. Anders, alias 'Shakespeare'
- 1945 : Le Club des cigognes (The Stork Club) : Sgt. Danny Wilton
- 1946 : Sans réserve (Without Reservations) : 1st Lt. Dink Watson
- 1947 : C'est arrivé dans la Cinquième Avenue (It Happened on 5th Avenue) de Roy Del Ruth : Jim Bullock
- 1947 : Femme de feu (Ramrod) : Bill Schell
- 1948 : Romance à Rio (Romance on the High Seas) : Mr. Michael Kent
- 1948 : One Sunday Afternoon : Hugo Barnstead
- 1949 : La Tigresse (Too Late for Tears) : Don Blake
- 1949 : Ma bonne amie Irma (My Friend Irma), de George Marshall : Richard Rhinelander III
- 1950 : Hollywood Theatre Time (série télévisée)
- 1950 : La Main qui venge (Dark City) : Arthur Winant
- 1950 : Southside 1-1000 (en) : John Riggs / Nick Starnes
- 1951 : The Guy Who Came Back : Gordon Towne
- 1952 : Le bonheur est pour demain (And Now Tomorrow)
- 1952 : Une fille dans chaque port (A Girl in Every Port) : Bert Sedgwick
- 1952 : Parachutiste malgré lui (Jumping Jack) : Pvt. Kelsey
- 1952 : No Room for the Groom (en) de Douglas Sirk : Herman Strouple
- 1952 : La Collégienne en folie (She's Working Her Way Through College) de H. Bruce Humberstone : Shep Slade
- 1956 : Les Ailes de l'espérance (Battle Hymn) : Capt. Skidmore
- 1958 : Le Temps d'aimer et le temps de mourir (A Time to Love and a Time to Die) : Hermann Boettcher
- 1959 : The Philadelphia Story (TV) : George Kitteridge
- 1960 : Voulez-vous pêcher avec moi ? (The Facts of Life) : Jack Weaver
- 1961 : Adèle ("Hazel") (série télévisée) : George Baxter (1961-1965)
- 1968 : A Punt, a Pass, and a Prayer (TV) : Baker
- 1970 : Le Virginien (Men of Shiloh) (TV) saison 9 épisode 01 (The West vs. Colonel MacKenzie) : Mayor Evans
- 1978 : Black Beauty (mini-série) : Martin Tremaine
- 1984 : A Rare Breed : Frank Nelson